# Un altro tempo
Un altro tempo (titolo originale Another Time) è un libro di poesie di Wystan Hugh Auden, pubblicato nel 1940.
Questo libro contiene le più corte poesie scritte tra il 1936 e il 1939, eccetto per quelle già pubblicate in Lettere dall'Islanda (Letters from Iceland) e Journey to a war. Queste poesie sono tra le più conosciute di tutta la sua carriera.
Il libro è diviso in tre parti: People and Places (persone e luoghi), Occasional Poems (poesie occasionali) e Lighter Poems (poesie leggere).
People and Places include Law, say the gardeners, is the sun, Oxford, A. E. Housman, Edward Lear, Herman Melville, The Capital, Voltaire at Ferney, Orpheus, Musée des Beaux Arts, Gare du Midi, Dover, e altre poesie.
Lighter Poems include  Miss Gee, O tell me the truth about love, Funeral Blues, Calypso, Roman Wall Blues, The Unknown Citizen, Refugee Blues, e vari altri componimenti.
Occasional Poems include tra gli scritti  "Spain 1937", "In Memory of W. B. Yeats", "September 1, 1939", "In Memory of Sigmund Freud", and other poems
Il libro è dedicato a Chester Kallman.